# Jon Inge Høiland
Jon Inge Høiland (Fåberg, 20 september 1977) is een voormalig Noors betaald voetballer die speelde als verdediger. Hij stond in 2014 onder contract bij Stabæk na eerder in onder meer Zweden en Duitsland te hebben gespeeld.

## Interlandcarrière
Høiland nam in 1998 met Jong Noorwegen deel aan de EK-eindronde U21 in Roemenië. Daar eindigde de ploeg onder leiding van bondscoach Nils Johan Semb op de derde plaats na een 2-0-overwinning in de troostfinale op Nederland.
Onder leiding van bondscoach Åge Hareide maakte Høiland zijn debuut voor het Noors voetbalelftal op 22 januari 2004 in het oefenduel tegen Zweden (3-0), net als Terje Skjeldestad, Ardian Gashi, Karl Oskar Fjørtoft en Anders Stadheim. Hij speelde in totaal 25 interlands en scoorde één keer voor zijn vaderland: op 1 april 2009 in de vriendschappelijke wedstrijd tegen Finland, die met 2-1 werd gewonnen door de Noren.

## Erelijst
Malmö FF
- Landskampioen

2004
 Stabæk IF
- Landskampioen

2008